# 식물형태학

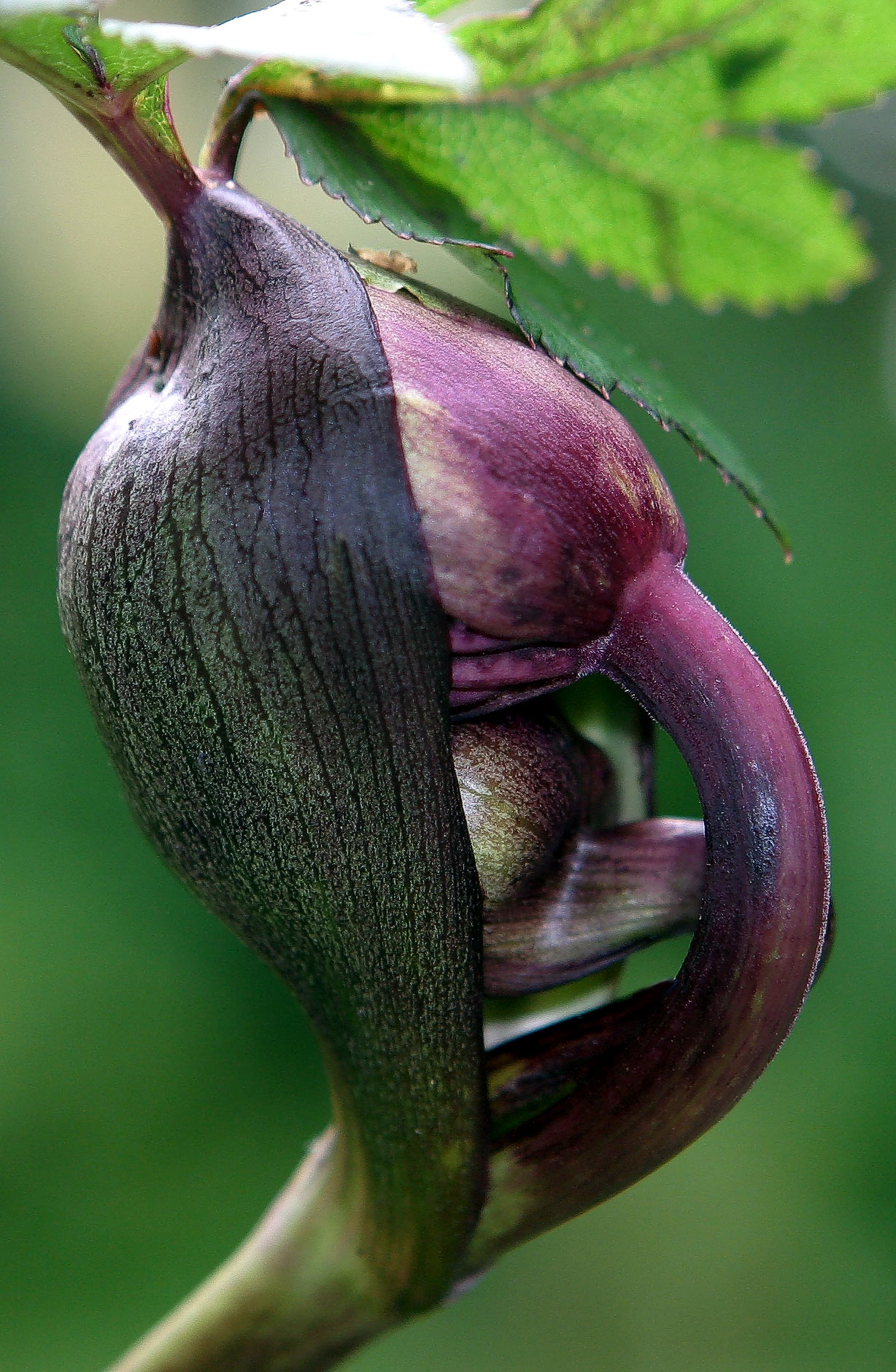
보호 껍질로부터 모습을 보이고 있는 꽃차례.

식물형태학(植物形態學, plant morphology, phytomorphology)은 식물의 형태학에 대한 연구이다. 이것은 특히 미시적 수준으로까지 식물의 내부 구조를 연구하는 식물해부학과는 구별된다. 식물형태학은 식물을 시각적으로 동정할 때 유용하다.

## 범위
식물형태학은 식물의 발달, 형성, 구조의 연구를 대표하며 암묵적으로는 앞으로 일어날 일과 기원의 유사성에 대한 기초 위에 이것들을 해석한다. 식물해부학을 탐구할 때 4가지 주요 분야가 있으며 각각은 다른 생물학 분야와 겹친다.
첫째, 식물해부학은 비교하는 일을 수반한다.
둘째, 식물해부학은 식물의 생장 구조와 번식 구조를 둘 다 관찰한다.
셋째, 식물해부학은 일정한 규모로 식물 구조를 연구한다.
넷째, 식물해부학은 식물 생장의 기원과 성숙에 관한 프로세스인 발달 패턴을 검사한다.

## 비교학
식물형태학자들은 여러 식물의 동일한 종과 다른 종을 서로 비교한다. 다른 식물의 비슷한 구조 간 비교를 통해 왜 구조가 비슷한지에 대한 질문을 제시한다. 이는 유전학, 생리학, 또는 환경에 대한 반응이 생김새의 유사성에 기인하는 기반 원인이 비슷해서일 가능성이 매우 높다. 이러한 원인에 대한 과학적 탐구의 결과는 다음의 기반 생물학에 대한 2가지 이해 중 하나로 이어진다:
1. 상동성
2. 수렴 진화

## 같이 보기
- 식물해부학
- 식물생리학